# Théo Légitimus
Jean Légitimus, dit Théo Légitimus, né le 5 avril 1929 à Paris 10e, et mort le 9 mai 2017 à L'Haÿ-les-Roses, est un acteur et musicien français.
Il est le fils d'Étienne Légitimus et de Darling Légitimus, le frère de Gésip Légitimus ainsi que le père de Pascal Légitimus.
Il est le petit fils de Hégésippe Jean Légitimus, personnalité politique et député français.

## Biographie
Théo Légitimus apparaît pour la première fois au grand écran dans le film Bouboule Ier, roi nègre en 1933 à l'âge de quatre ans.
Il a participé à plus de 35 films et a travaillé avec des acteurs et réalisateurs comme Sacha Guitry, Arletty (Les Perles de la Couronne), Bernard Blier (Avant le déluge), Jean Gabin, Simone Signoret (La vie devant soi), Raul Ruiz (Les Trois couronnes du matelot), Josiane Balasko, Thierry Lhermitte (Nuit d'ivresse) et Michel Blanc (Marche à l'ombre), il fait une courte apparition le temps d'une scène dans Les Trois Frères face à son fils Pascal.
Il a joué aussi dans de nombreuses pièces au théâtre et a participé à plusieurs projets radios et télévisés[Lesquels ?].

## Théâtre
- 1959 : Les Nègres de Jean Genet, mise en scène Roger Blin, Théâtre de Lutèce
- 1960 : Les Oiseaux d'Aristophane, mise en scène Guy Kayat, Théâtre des Arts
- 1960 : Les Nègres de Jean Genet, mise en scène Roger Blin, Théâtre de la Renaissance
- 1964 : Fête à Harlem de Melvin Van Peebles, mise en scène Roger Blin, Festival du Jeune Théâtre Liège
- 1966 : Chant public devant deux chaises électriques d'Armand Gatti, mise en scène de l'auteur, TNP Théâtre de Chaillot
- 1967 : Une saison au Congo d'Aimé Césaire, mise en scène Jean-Marie Serreau, La Fenice, Théâtre de l'Est parisien
- 1968 : La Naissance d'Armand Gatti, mise en scène Roland Monod, Biennale de Venise, Théâtre du Huitième Lyon, Théâtre Romain Rolland Villejuif, Théâtre du Gymnase, Théâtre Arles
- 1971 : Les Anges meurtriers de Conor Cruise O'Brien, mise en scène Joan Littlewood, Théâtre de Chaillot
- 1976 : Le Zoulou de Tchicaya U Tam'si, mise en scène Benjamin Jules-Rosette, Festival d'Avignon
- 1977 : Toussaint Louverture d'Édouard Glissant, mise en scène Benjamin Jules-Rosette, Théâtre de la Cité internationale
- 1986 : Le Dragon d'Evguéni Schwartz, mise en scène Benno Besson, Théâtre de la Ville
- 1994 : Les Estivants de Maxime Gorki, mise en scène Lluís Pasqual (es), Odéon-Théâtre de l'Europe
- 2009 : Baby Doll de Tennessee Williams, mise en scène Benoît Lavigne, Théâtre de l'Atelier
- 2010 : Baby Doll de Tennessee Williams, mise en scène Benoît Lavigne, tournée

## Filmographie

### Cinéma
- 1934 : Bouboule 1er, roi nègre de Léon Mathot : Le petit "Toto". (En souvenir, Jean adoptera plus tard son pseudonyme "Théo")
- 1934 : Sidonie Panache de Henry Wulschleger
- 1935 : Amants et Voleurs de Raymond Bernard
- 1937 : Les Perles de la couronne de Sacha Guitry et Christian-Jaque : Zamor, page de la Du Barry
- 1938 : La Piste du sud de Pierre Billon
- 1952 : La Putain respectueuse de Marcello Pagliero
- 1952 : Il est minuit, docteur Schweitzer d'André Haguet
- 1953 : Avant le déluge de André Cayatte
- 1954 : Port du désir d'Edmond T. Gréville
- 1955 : Un missionnaire de Maurice Cloche
- 1962 : La Poupée de Jacques Baratier
- 1962 : Nous irons à Deauville de Jean Girault
- 1967 : Le Treizième Caprice de Roger Boussinot : Le balayeur
- 1969 : La Promesse de l'aube de Jules Dassin
- 1970 : Soleil Ô de Med Hondo
- 1978 : La Vie devant soi de Moshé Mizrahi : Monsieur Boro
- 1978 : En l'autre bord de Jérôme Kanapa : Le patron du restaurant
- 1978 : Demain un jour nouveau de Pierre-Marie Dong
- 1979 : O Madiana de Constant Gros-Dubois : Jonas
- 1979 : West Indies de Med Hondo : Monnerbourg
- 1980 : T'inquiète pas, ça se soigne d'Eddy Matalon : Amédée
- 1982 : Bourg-la-Folie de Benjamin Jules-Rosette
- 1983 : Les Trois Couronnes du matelot de Raoul Ruiz
- 1984 : L'Addition de Denis Amar
- 1984 : Marche à l'ombre de Michel Blanc : Le cousin de Joseph
- 1984 : Illustres Inconnus de Stanislav Stanojevic
- 1985 : Le téléphone sonne toujours deux fois de Jean-Pierre Vergne
- 1986 : Nuit d'ivresse de Bernard Nauer : L'amateur de foot
- 1986 : Les Clowns de Dieu de Jean Schmidt : Un frère Lumière
- 1991 : Le Cafard et la Reine (court-métrage) de Rafael Viguer Cebria
- 1994 : Lumière noire de Med Hondo
- 1995 : Les Trois Frères de Didier Bourdon et Bernard Campan : Le candidat à l'entretien d'embauche
- 1997 : Le Pari de Didier Bourdon et Bernard Campan : Monsieur Léopold
- 1996 : Abuelo, le secret de mon grand-père de Rafaël Viguer
- 1997 : Black Dju de Pol Cruchten : Gomez
- 2001 : Antilles sur Seine de Pascal Légitimus : Théo
- 2003 : Nord plage de José Hayot

### Télévision
- 1964 : Les Verts Pâturages de Jean-Christophe Averty (Téléfilm) : Noé
- 1969 : Pulsations de Gésip Légitimus (série d'émissions musicales)
- 1987 : Drôles d'occupations d'Alain Boudet (Série) : Blanchette
- 1992 : La Guerre blanche (Série, épisode Érase una vez dos polis de Pedro Masó) : Papadong
- 1993 : Poulet au Gratin d'Etienne Dahene
- 1999 : Crimes en série (Série, épisode Double spirale de Patrick Dewolf) : Le père de Thomas [non crédité]
- 2007 : Les interminables de Thomas Pieds (Série) : Oulage